# Heike Singer
Heike Singer, född den 14 juli 1964 i Rodewisch, Tyskland, är en östtysk kanotist.
Hon tog OS-guld i K-4 500 meter i samband med de olympiska kanottävlingarna 1988 i Seoul.